# Ensipaziana
Ensipaziana (sum. en-sipa-zi-an-na) – według Sumeryjskiej listy królów szósty z legendarnych, przedpotopowych władców sumeryjskich, który panować miał w mieście Larak przez 28800 lat.